# Przedsiębiorstwo Spedycji Krajowej
Przedsiębiorstwo Spedycji Krajowej (PSK) – polskie przedsiębiorstwo państwowe utworzone z dniem 1 maja 1963 przez Ministra Komunikacji przez wydzielenie ze struktur PKS i PKP. Działało w Zjednoczeniu Państwowej Komunikacji Samochodowej.
W 1990 roku miało swój oddział w Szczecinie obejmujący województwo szczecińskie, koszalińskie i słupskie, wraz z Ekspedycją Rejonową Szczecin Port Centralny. Działały także oddziały w Poznaniu, Wrocławiu, Gdańsku, Kielcach i Lublinie. W 1991 przedsiębiorstwo zostało wykupione przez szwedzką firmę Bilspedition, następnie przez niemieckiego Schenkera.